# باري دبليو. لين
باري دبليو. لين (بالإنجليزية: Barry W. Lynn)‏ هو مقدم برامج إذاعية أمريكي، ولد في 1948.

## وصلات خارجية
- باري دبليو. لين على موقع إن إن دي بي (الإنجليزية)